# Mleh Kilikijski
Mleh I. (armensko Մլեհ, latinizirano: Mleh), tudi Meleh I., je bil od leta 1170 do 1175 osmi gospod Armenske Kilikije, * pred 1120, † 15. maj 1175. 
Kmalu po smrti alepskega emirja Nur ed-Dina je Mleha strmoglavil njegov nečak Ruben III. 

## Zgodnje življenje
Mleh je bil četrti sin Leona I., gospoda armenske Kilikije. Ime in poreklo njegove matere nista zagotovo znana. Mati je bila morda hči grofa Huga I. Retelskega ali pa hči Gabriela Melitenskega. 
V njegovem času je bila vsa Kilikija osem let pod bizantinsko oblastjo.

## V  Nur ed-Dinovi službi
Mleh je po sporu z bratom Torosom II. in poskusu njegovega umora pobegnil k alepskemu sultanu Nur ad-Dinu in se iz armenskega apostolskega krščanstva spreobrnil v islam. Kasneje je vladal Kiru, Sirija.

## Vladavina
Toros II. je pred smrtjo leta 1169 svojega mladoletnega sina skupaj z deželo prepustil v varstvo svojemu tastu, baronu Tomažu, z odredbo, da sinu izroči deželo takoj, ko bo polnoleten. Ko je Mlejh izvedel za bratovo smrt, je z vojsko prišel v Kilikijo, da bi prevzel oblast. Ker mu to ni uspelo, se je vrnil v Alep in nato v Kilikijo s še večjo vojsko. Ko je prejel sporočilo armenskih baronov, da ga bodo svobodno priznali za svojega vladarja, je poslal vojsko nazaj v Sirijo in nekaj časa vladal v miru. Kmalu zatem je Tomaža pregnal iz Kilikije in mladega Rubena II. ubil.
Leta 1171 je v Kilikiji napadel grofa Štefana I. Sancerskega, ki se je vračal iz Svete dežele v Konstantinopel.
Umrl je leta 1175 in bil pokopan v Medzkarju.

## Družina
Mleh je bil poročen z neimenovano hčerko Vasila Gargarskega, sestro katolikosa Gregorja. 
Izven zakona je imel z neznano žensko sina  
- Grigorja (? - 28. januar 1209/27. januar 1210 ali kasneje).